# ルイーズ・アデライード・ドルレアン
ルイーズ・アデライード・ドルレアン（Marie Louise Adélaïde d'Orléans, 1698年8月13日 - 1743年2月10日）は、フランスの女性王族（血統内親王）、女子修道院長。

## 生涯
オルレアン公フィリップ2世と妻フランソワーズ・マリー・ド・ブルボン（第二ブロワ姫）の第3子・三女。母はルイ14世王とモンテスパン夫人の間の非嫡出子の1人。誕生の2か月後、父の妹シャルトル姫エリザベート・シャルロットが結婚に伴いロレーヌ公爵夫人となったため、アデライードがシャルトル姫（Mademoiselle de Chartres）の称号を引き継いだ。1710年、結婚してベリー公爵夫人となった姉ルイーズ・エリザベートからオルレアン姫（Mademoiselle d'Orléans）の称号を引き継いだ。この姉及びすぐ下の妹シャルロット・アグラエとは年が近く仲が良かった。
アデライードはオルレアン家の姉妹たちの中で最も美しかった。父方祖母のオルレアン公爵未亡人リーゼロッテは、アデライードの容貌を次のように描写している：
同じく祖母の書簡から、アデライードが音楽に情熱を注ぎ、また神学と自然科学の両方に関心が深かったことが分かっている。特に、彼女は当時まだ社会的な信用度の低かった外科医術にも密かに関心を寄せていた。
アデライードとすぐ下の妹シャルロット・アグラエはシェル修道院に預けられて少女時代を過ごした。1710年、姉ルイーズ・エリザベートが祖父ルイ14世の嫡出の孫の1人ベリー公シャルルと結婚する栄誉に恵まれた際、彼女と妹は一時的にだが修道院生活から離れ、ヴェルサイユ宮殿で挙行された姉の結婚式に出席し、姉のウェディングドレスの裳裾持ちを務めた。
アデライードは当初、莫大な資産の相続予定者である従弟のドンブ公ルイ・オーギュストの花嫁候補とされていた。しかしアデライードは彼との縁談を拒否した。ドンブ公は次に彼女の妹シャルロット・アグラエに近づくが、やはり拒否された。アデライードは一時、亡命者のイングランド王子ジェームズ・フランシス・エドワード・ステュアートの花嫁候補にも名が挙げられた。

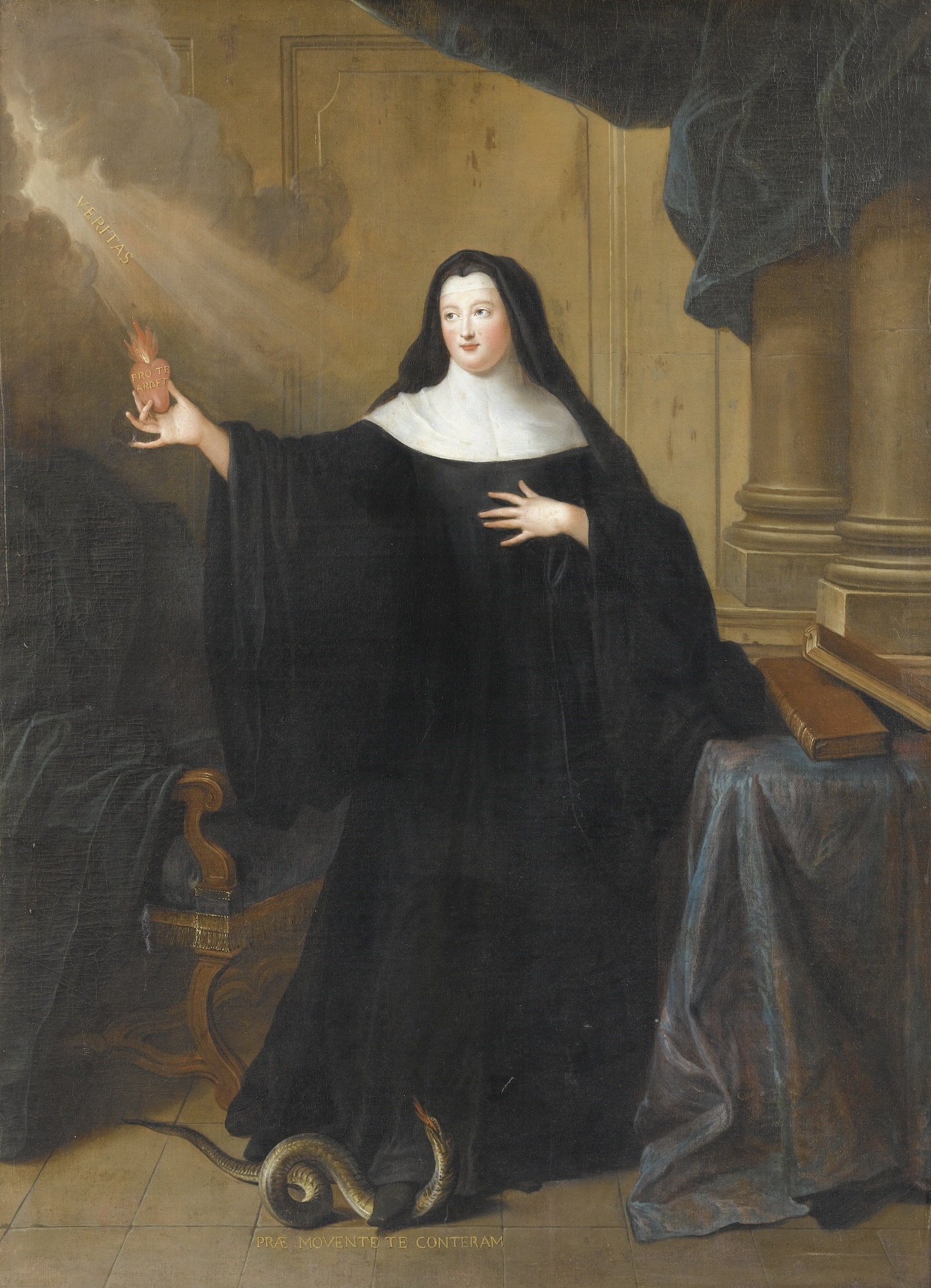
悪の象徴である蛇を右脚で踏みつけ、燃え上がる信仰心によって真理を見出すアデライード、ピエール・ゴベール画

1716年、アデライードは王の小姓であったシュヴァリエ・ド・サン・メクサン（Chevalier de Saint-Maixent）と恋仲になり、結婚を望んだ。サン・メクサンは狩猟中のアデライードが命に関わる重傷を負いそうになったときに、すんでのところで彼女を救ったのだった。アデライードはサン・メクサンとの結婚の許可を得ようと両親に必死の嘆願を行ったが、無駄だった。母のオルレアン公爵夫人は下級貴族とのメザリアンス（身分違いの婚姻）の話を聞くだけでも震え上がり、アデライードにきつく当たるようになったが、このトラブルが彼女を修道院へ向かわせることになる。
ちょうど同時期、未亡人となった姉ベリー公爵夫人が堕落した享楽的生活を送っていることがスキャンダルとなっており、こうした家族の問題もアデライードの厭世観を強めた。両親と祖母リーゼロッテは反対したものの、アデライードの決意は固く、1717年3月31日に両親立ち合いのもと、修道請願を行った。修道名としてスール・サン＝バティルド（Sœur Sainte-Bathilde）を名乗った。詩人ルイ・ラシーヌ（ジャン・ラシーヌの次男）は、アデライードの修道院入りに際して彼女に関する詩を書いている：
1719年にはシェル修道院の女子修道院長に選任された。同年7月には姉ベリー公爵夫人が婚外子の度重なる出産と妊娠で衰弱死し、翌1720年には放蕩者のリシュリュー公爵との醜聞のせいでイタリアの小国への嫁入りを命じられた妹シャルロット・アグラエと涙の別れを交わした。
修道院長として、アデライードは修道院内の建造物の整備に努めた。回廊（クロイスター）の敷石を敷き直し、聖堂参事会室を修復した。参事会室は診療所として使用され、修道院内の人々とシェルの住民の両方が使うことのできる、飲用水のドリンクサーバーのシステムが設けられた。また、ヌヴェール愛徳姉妹会がシェルに地元住民の少女たちを教育するための学校を開くことを許可している。
1743年、天然痘に罹患して44歳で亡くなり、パリのマドレーヌ・ド・トレネル教会に葬られた。

## 引用・脚注
1. 1 2  Williams, Hugh Noel (1913). Unruly daughters; a romance of the house of Orléans. University of California Libraries. New York, G. P. Putnam's sons
2. ↑  The Memoirs of the Duke of Saint-Simon on the reign of Louis XIV and the Regency, chapter XXIII, pp. 206-220.
3. ↑  “Louise Adélaïde d'Orléans”. 2012年7月14日時点のオリジナルよりアーカイブ。2009年7月31日閲覧。
4. ↑  “Person Page”. www.thepeerage.com. 2022年3月31日閲覧。